# Notyst Mały
Notyst Mały (dawniej niem. Klein Notisten) – wieś w Polsce położona w województwie warmińsko-mazurskim, w powiecie mrągowskim, w gminie Mrągowo. W latach 1975–1998 miejscowość administracyjnie należała do województwa olsztyńskiego.

## Historia
W roku 1422 we wsi funkcjonowała karczma. W 1555 r. starosta ryński, Georg von Diebes, sprzedał 4 włóki sołeckie (wolne od czynszu) Johannowi Krugerowi, karczmarzowi z Notystu Wielkiego, na obszarze położonym na południowy zachód od Notystu, aby założył tam wieś czynszową, na 44 włókach. Osadnicy otrzymali 11 lat wolnizny (zwolnienie od czynszu). W 1556 r. obsadzonych było zaledwie 16 włók, a w 1557 jedynie 24. 1568 r. sołtys zdołał obsadzić łącznie 31 włók (łanów). W 1638 r. obsadzonych było 28 włók, w tym 4 sołeckie. Do tegoż roku chłopi tutejsi świadczyli szarwark w Ławkach. W 1632 r. obszar wsi zmniejszono do 27 włók i taki stan istniał do 1843 r. Ale w wykazie z roku 1663 podawanych jest z Notystu Małego 28 włók. W 1719 r. 14 włók było nieobsadzonych. W latach 1750–1774 pustki zostały zagospodarowane przez osiedlenie się ludności pochodzenia polskiego. Powstało wówczas 8 nowych gospodarstw, które objęli m.in. Czamietzka, Mnialki, Dudda, Struppek, Jerosch, Dembek.
W 1785 r. we wsi było 18 domów, w 1815 r. w Notyście Małym było 26 domów ze 131 mieszkańcami, w 1816 odnotowano tu 14 gospodarstw chłopskich. W 1832 r. we wsi było 30 gospodarstw, w 1838 r. we wsi było 27 domów i 206 mieszkańców. Wieś w tym czasie miała kształt ulicówki. W rezultacie separacji gruntów zwarta zabudowa uległa dużemu rozproszeniu i powstały liczne wybudowania. W 1849 r. wieś liczyła 28 budynków mieszkalnych i 172 mieszkańców. W 1888 r. wybudowano szkołę. W tym czasie Notys Mały należał do parafii w Rynie i do powiatu giżyckiego (do 1945).
W 1925 r. istniało 40 gospodarstw chłopskich, w przewadze małych i średnich. Przeprowadzono meliorację wszystkich łąk. W latach 1925–1938 zbudowano 14 nowych domów, 12 stodół i 8 obór. W 1928 r. wieś liczyła 287 mieszkańców a w 1939 r. 219. Obszar gruntów wiejskich wynosił 478,9 ha.
W 1973 r. do sołectwa Notyst Mały należały także: Notyst Dolny i Notyst Wielki.